# 요코제역
요코제역(일본어: 横瀬駅, よこぜえき)은 일본 사이타마현 지치부군 요코제정에 있는 세이부 철도 세이부 지치부 선의 철도역이다.

## 지치부 철도에 직결 운행하는 열차
지치부 철도와 직결 운행하는 열차는 이 역에서 분리 및 결합의 과정을 거친다. 이 역에서 나가토로로 가는 열차와 미쓰미네구치로 가는 열차로 분리되는데 나가토로행은 세이부 지치부 역을 거치지 않고 바로 지치부 철도 지치부 선 구간의 오하나바타케 역에 진입하며, 미쓰미네구치행은 세이부 지치부 역을 거친 다음 스위치백 형식으로 지치부 철도 구간에 진입한다.

## 타는 곳
| 1 | ■ 세이부 지치부 선 | 세이부 지치부 방면 지치부 철도 미쓰미네구치·나가토로 방면 |
| 2 | ■ 세이부 지치부 선 | 아가노·한노·도코로자와·이케부쿠로 방면                    |

## 역세권 정보
- 국도 제299호선
- 히쓰지야마 공원

## 역사
- 1969년 10월 14일: 영업 개시.
- 1992년: 역사 개축
- 1998년: 특급열차 정차

## 인접역
| 세이부 철도 ■ 세이부 지치부 선 | 세이부 철도 ■ 세이부 지치부 선          | 세이부 철도 ■ 세이부 지치부 선   |
| ------------------------------ | --------------------------------------- | -------------------------------- |
| 한노 이케부쿠로 방면           | 특급 지치부 호                          | 세이부 지치부 세이부 지치부 방면 |
| 아시가쿠보 한노 방면           | ■ 쾌속 급행 ■ 보통 미쓰미네구치 행 열차 | 세이부 지치부 세이부 지치부 방면 |
| 아시가쿠보 한노 방면           | 나가토로 행 열차                        | 오하나바타케 나가토로 방면       |